# Прилепа, Пётр Карпович
Пётр Карпович Прилепа (1914—1943) — советский военный, лейтенант РККА, участник Великой Отечественной войны. Герой Советского Союза (1944, посмертно).

## Биография
Пётр Карпович Прилепа родился 22 июня 1914 года в селе Добровольное Ставропольского уезда Ставропольской губернии Российской империи (ныне село Ипатовского района Ставропольского края Российской Федерации) в семье крестьянина Карпа Денисовича Прилепы. Русский. Родом из кубанских казаков. В 1930 году окончил семь классов Добровольненской неполной средней школы и курсы трактористов в 1931 году. До призыва на военную службу работал трактористом в колхозе. Был передовиком производства. В феврале 1935 года избирался делегатом 2-го Всесоюзного съезда колхозников — ударников труда. В 1936—1938 годах проходил срочную службу в рядах Рабоче-крестьянской Красной Армии. После демобилизации жил в селе Каменная Балка Благодарненского района Ставропольского края. Работал трактористом в одноимённом совхозе.
Вновь в Красную Армию П. К. Прилепа был призван Благодарненским районным военкоматом 22 июля 1941 года. Окончил кавалерийскую школу младших лейтенантов. Затем служил в запасном кавалерийском полку. В боях с немецко-фашистскими захватчиками лейтенант П. К. Прилепа с 3 августа 1943 года на Юго-Западном фронте (с 20 октября 1943 года — 3-й Украинский фронт) в должности командира 1-й стрелковой роты 1-го стрелкового батальона 1118-го стрелкового полка 333-й стрелковой дивизии 12-й армии. Боевое крещение принял в ходе Донбасской стратегической наступательной операции. В составе своего подразделения освобождал города Павлодар и Синельниково, форсировал Днепр, участвовал в боях за плацдарм в районе Войсковое — Петро-Свистуново — Вовниги.
6 октября 1943 года 333-я стрелковой дивизия была выведена с правого берега Днепра и брошена на ликвидацию запорожского плацдарма противника. 13 октября 1943 года дивизия прорвала оборону немцев на реке Вильная и на рассвете следующего дня ворвалась в северо-восточные кварталы Запорожья. Одной из первых в дивизии в город вступила рота лейтенанта П. К. Прилепы. К 14 часам 14 октября город был полностью освобождён от противника. После освобождения Запорожья 333-я стрелковая дивизия в составе 6-й армии заняла оборону вдоль левого берега Днепра, где начала подготовку к форсированию реки. 24 ноября 1943 года из строя по болезни выбыл командир 1-го стрелкового батальона. Его обязанности временно были возложены на командира 1-й стрелковой роты лейтенанта П. К. Прилепу.

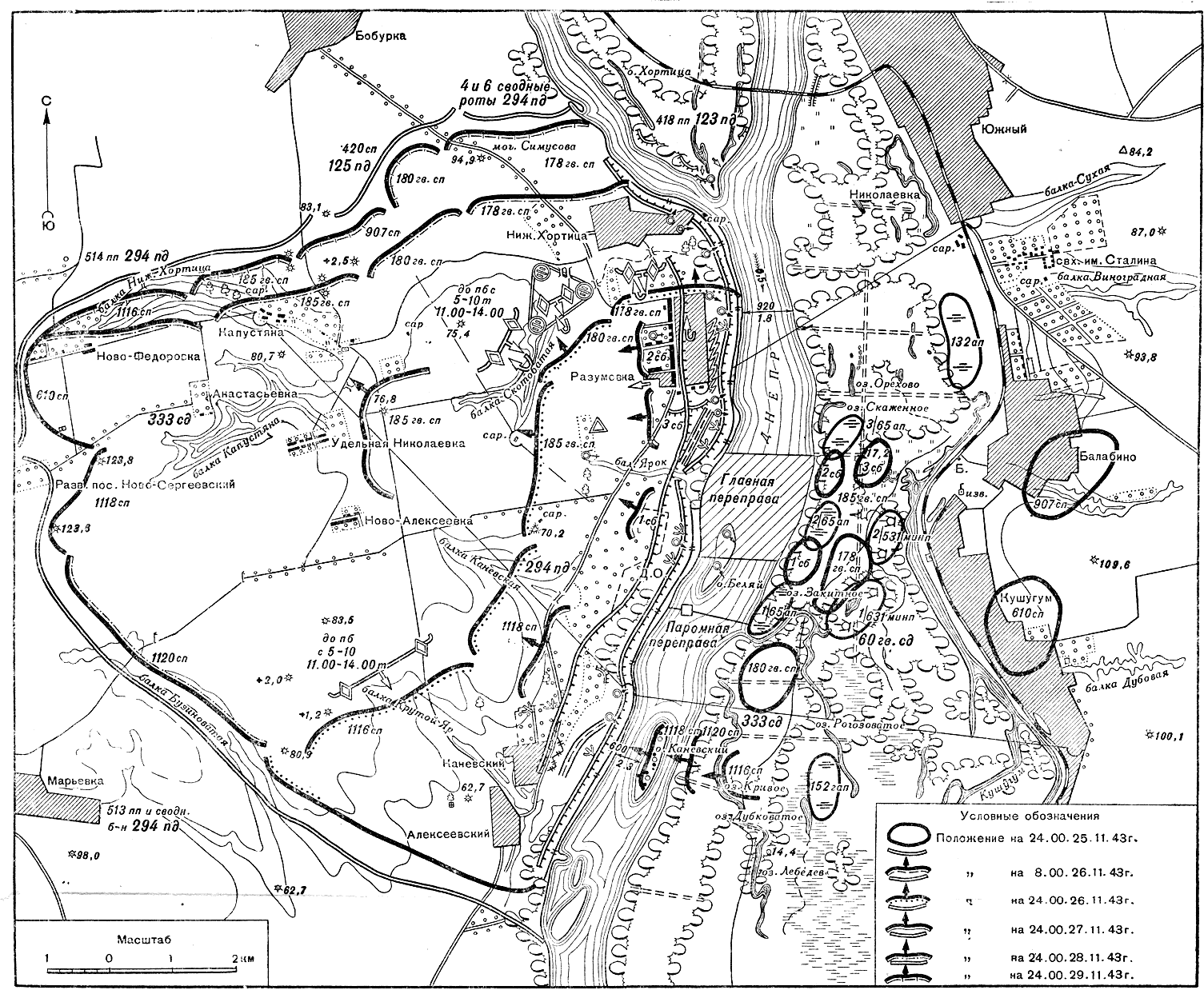
Боевые действия на Разумовском плацдарме 26-29 ноября 1943 года

В ночь на 26 ноября 1943 года сводный отряд 1118-го стрелкового полка в количестве 100 человек, усиленный пулемётчиками и сапёрами, под командованием лейтенанта П. К. Прилепы скрытно переправился на правый берег Днепра. Преодолев проволочное заграждение, бойцы Прилепы штурмом овладели прибрежной высотой. Преследуя бегущих панике немецких солдат, десантники ворвались в село Каневское, где закрепились до рассвета. В наступательных боях 26 и 27 ноября 1943 года штурмовой отряд лейтенанта Прилепы, отражая контратаки противника, существенно расширил захваченный на правом берегу Днепра плацдарм, обеспечив переправу основных сил 1118-го стрелкового полка. В ходе боёв бойцы Прилепы уничтожили более 200 солдат и офицеров вермахта, подавили 20 вражеских огневых точек и вывели из строя 8 артиллерийских орудий. Штурмовым отрядом лейтенанта П. К. Прилепы были заняты выгодные для обороны рубежи, что в дальнейшем способствовало удержанию плацдарма, получившего название «Разумовский».
Стремясь отбросить советские войска обратно за Днепр, немцы бросили на ликвидацию плацдарма крупные силы пехоты, танков и самоходных артиллерийских установок. 27 ноября 1943 года на центральном участке обороны 1-го стрелкового батальона лейтенанта П. К. Прилепы у села Новосергеевка, где противник оказывал сильное давление, сложилась критическая ситуация. Чтобы не допустить прорыва обороны Пётр Карпович поднял батальон в атаку. Противник был отброшен на исходные позиции, но лейтенант Прилепа был тяжело ранен и по пути в медсанбат скончался. За образцовое выполнение боевых заданий командования на фронте борьбы с немецкими захватчиками и проявленные при этом отвагу и геройство указом Президиума Верховного Совета СССР от 22 февраля 1944 года лейтенанту Прилепе Петру Карповичу было присвоено звание Героя Советского Союза посмертно. Похоронен П. К. Прилепа в братской могиле советских воинов в селе Каневское Запорожского района Запорожской области Украины.

## Награды
- Медаль «Золотая Звезда» (22.02.1944, посмертно);
- орден Ленина (22.02.1944, посмертно);
- Почётный гражданин Благодарненского городского округа Ставропольского края.

## Память
- Имя Героя Советского Союза П. К. Прилепы увековечено на мемориале в городе Благодарный и селе Каменная Балка Ставропольского края.[5]

## Документы
- Общедоступный электронный банк документов «Подвиг Народа в Великой Отечественной войне 1941—1945 гг.» Архивировано 13 марта 2012 года.

Представление к званию Героя Советского Союза. Архивировано 9 апреля 2013 года.
Список военнослужащих 3-го Украинского фронта, которым указом ПВС СССР от 22 февраля 1944 года присвоено звание Героя Советского Союза. Архивировано 9 апреля 2013 года.
Указ Президиума Верховного Совета СССР о присвоении звания Героя Советского Союза. Архивировано 9 апреля 2013 года.
- Обобщенный банк данных «Мемориал». Архивировано 10 мая 2012 года.

ЦАМО, ф. 33, оп. 11459, д. 416, л. 1.
ЦАМО, ф. 33, оп. 11459, д. 416, л.2.
ЦАМО, ф. 33, оп. 11458, д. 674.
ЦАМО, ф. 33, оп. 563783, д. 10.
Информация из списка захоронения ЗУ380-08-140.
Учётная карточка захоронения ЗУ380-08-140.
Схема захоронения ЗУ380-08-140.